# Оминово
Оминово — опустевшая деревня в Удомельском городском округе Тверской области.

## География
Деревня находится в северной части Тверской области на расстоянии приблизительно 20 км на запад по прямой от железнодорожного вокзала города Удомля.

## История
Впервые упоминается в 1859 году. Дворов (хозяйств) было учтено 23(1886), 48 (1911), 26 (1958), 4 (1986), 2 (1999). В советский период истории работали колхозы «Красный Май», «Прогресс» и им. Дзержинского. До 2015 года входила в состав Мстинского сельского поселения до упразднения последнего. С 2015 года в составе Удомельского городского округа.

## Население
Численность населения: 180 человек (1886 год), 218(1911), 68 (1958), 8 (1986), 3 (1999), 0 как в 2002 году, так и в 2010.